# Rytuał dźwięku i ciszy
Rytuał dźwięku i ciszy – szósty album zespołu Osjan wydany w 1988 przez Polskie Nagrania "Muza". Materiał nagrano 2 i 3 sierpnia 1987 w Pałacu Prymasowskim w Warszawie.

## Lista utworów
1. "W stronę ciszy" (J. Ostaszewski) – 5:55
2. "W stronę cienia" (J. Ostaszewski) – 8:36
3. "Razem" (J. Ostaszewski) – 2:25
4. "W stronę zgiełku (część I i II)" (J. Ostaszewski) – 7:15
5. "W stronę światła" (J. Ostaszewski) – 7:42
6. "Samotnia" (J. Ostaszewski) – 4:30
7. "Dina Kana Gina" (afrykańska mel. lud.) – 3:22

## Skład
- Jacek Ostaszewski – flety proste, kaya-kum (Gayageum), instr. perkusyjne, głosy
- Radosław Nowakowski – conga, bongosy, instr. perkusyjne, głosy
- Sarandis Juwanudis – timbales, instr. perkusyjne, głosy
- Karol Szymanowski – wibrafon, instr. perkusyjne, głosy
- Jorgos Skolias – instr. perkusyjne, głosy

realizacja
- Tadeusz Sudnik – realizacja nagrań

## Wydania
- 1988 Polskie Nagrania "Muza" (SX 2609)